# Calea Ferată din Moldova

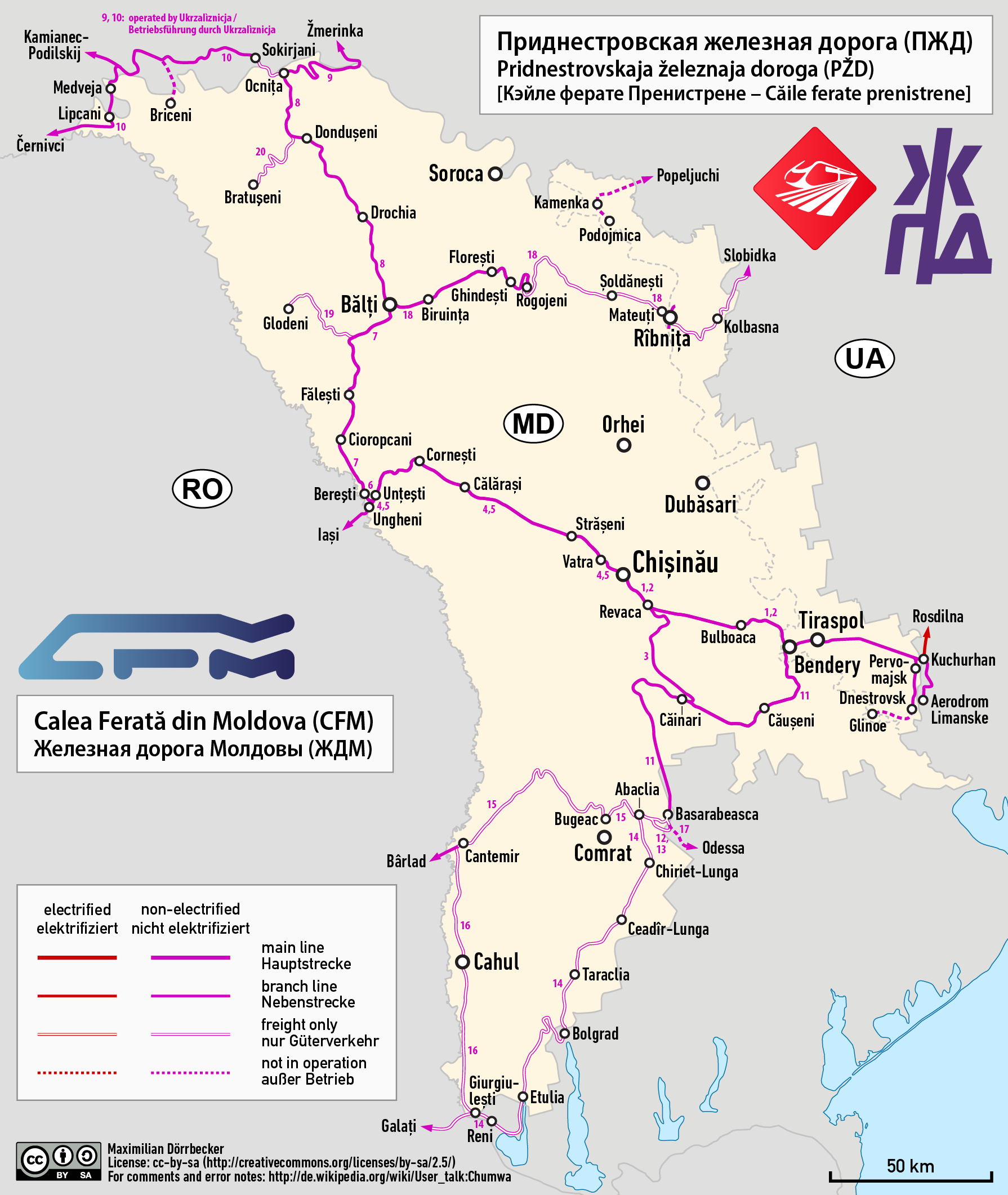

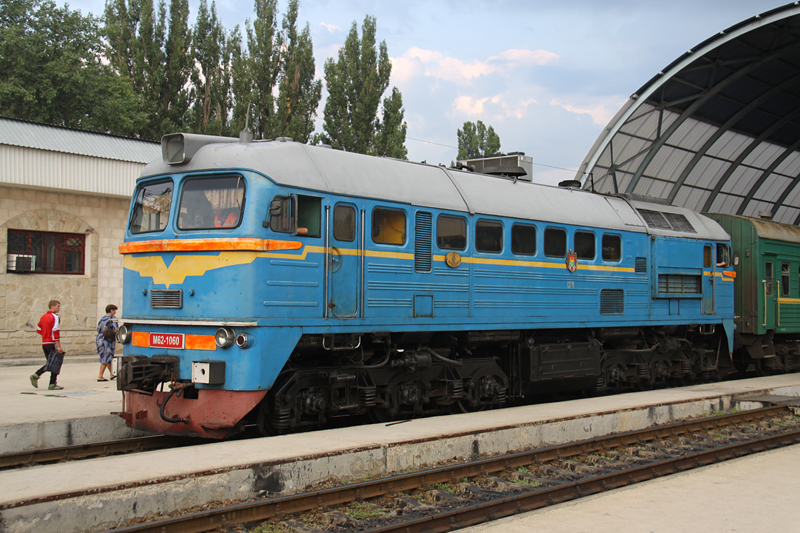
Lokomotywa typu M62 w Kiszyniowie

Calea Ferată din Moldova – jedyny przewoźnik kolejowy w Mołdawii, który jest odpowiedzialny za transport pasażerski i towarowy, jak również za utrzymanie infrastruktury kolejowej w kraju. Powstał po rozpadzie ZSRR. Łączna długość sieci zarządzanej przez CFM w 2009 wynosiła 1232 km, z czego 1218 km to tor szeroki o rozstawie 1520 mm, a 14 km to tor normalny o rozstawie 1435 mm. Cała sieć składa się z pojedynczego toru i nie jest zelektryfikowana. Posiada ona połączenie z rumuńską i ukraińską siecią kolejową.